# Цезии
Цезии (лат. Caesio) — род морских пелагических лучепёрых рыб из семейства цезионовых (Caesionidae) отряда окунеобразных. Широко распространены в Индо-Тихоокеанской области. Максимальная длина тела представителей разных видов варьирует от 22 до 60 см.

## Виды
В род включают 9 видов:
- Caesio caerulaurea Lacépède, 1801 — Цезий (рыбы), или голубой цезий (типовой вид)
- Caesio cuning (Bloch, 1791) — Краснобрюхий цезий, или желтохвостый цезий
- Caesio lunaris Cuvier, 1830
- Caesio striata Rüppell, 1830
- Caesio suevica Klunzinger, 1884
- Caesio teres Seale, 1906
- Caesio varilineata K. E. Carpenter, 1987
- Caesio xanthalytos Holleman, Connell & K. E. Carpenter, 2013[3]
- Caesio xanthonota Bleeker, 1853